# Šentvid pri Grobelnem
Šentvid pri Grobelnem je naselje u slovenskoj Općini Šmarje pri Jelšahu. Šentvid pri Grobelnem se nalazi u pokrajini Štajerskoj i statističkoj regiji Savinjskoj. 

## Stanovništvo
Prema popisu stanovništva iz 2002. godine naselje je imalo 182 stanovnika.